# Piautre

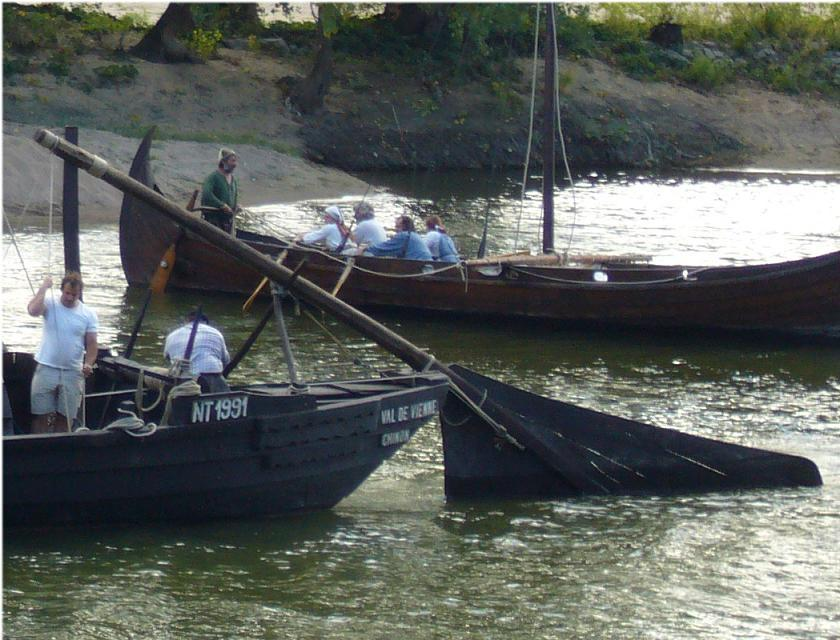
La piautre du chaland "Val de Vienne", à Orléans en septembre 2005, lors du second Festival de Loire

La piautre est un appareil à gouverner caractéristique des bateaux de la marine à voile de Loire. 

## Historique et description
L'origine de ce type de gouvernail est très ancienne – il était déjà utilisé sur le Nil il y a plus de 4 000 ans – et on peut le rencontrer dans de nombreux pays du monde. Il résulte d'une évolution de l'aviron de queue originel utilisé en gouverne.
Contrairement au gouvernail d'étambot dont l'axe est vertical, l'axe de la piautre, la billette, est oblique. À l'une de ses extrémités est fixé le safran nommé "empannon", partie immergée plate (à droite sur la photo). À l'autre extrémité est fixée une planche verticale, la cheville ou manchette, qui est utilisée par le marinier pour actionner le gouvernail (à gauche sur la photo). L'ensemble est soutenu par un chevalet en croix, les ménicles. Tous les éléments sont réalisés entièrement en bois.
L'enfoncement du gouvernail se règle à l'aide de cordages (manœuvre effectuée par le marinier de gauche sur la photo), de façon à s'adapter à la hauteur d'eau du fleuve et au tirant d'eau du bateau, plus ou moins important selon la charge transportée. Il peut être totalement basculé à l'intérieur du bateau en cas de nécessité.
Depuis 2004, la fabrique des bières de l'Anjou fabrique des bières nommées « La Piautre » à La Ménitré, d'après le nom de ce gouvernail.